# Sumpfporst
Der Sumpfporst (Rhododendron tomentosum, Synonym:  Ledum palustre L.) ist eine Pflanzenart aus der Gattung Rhododendron innerhalb der Familie der Heidekrautgewächse (Ericaceae).

## Beschreibung

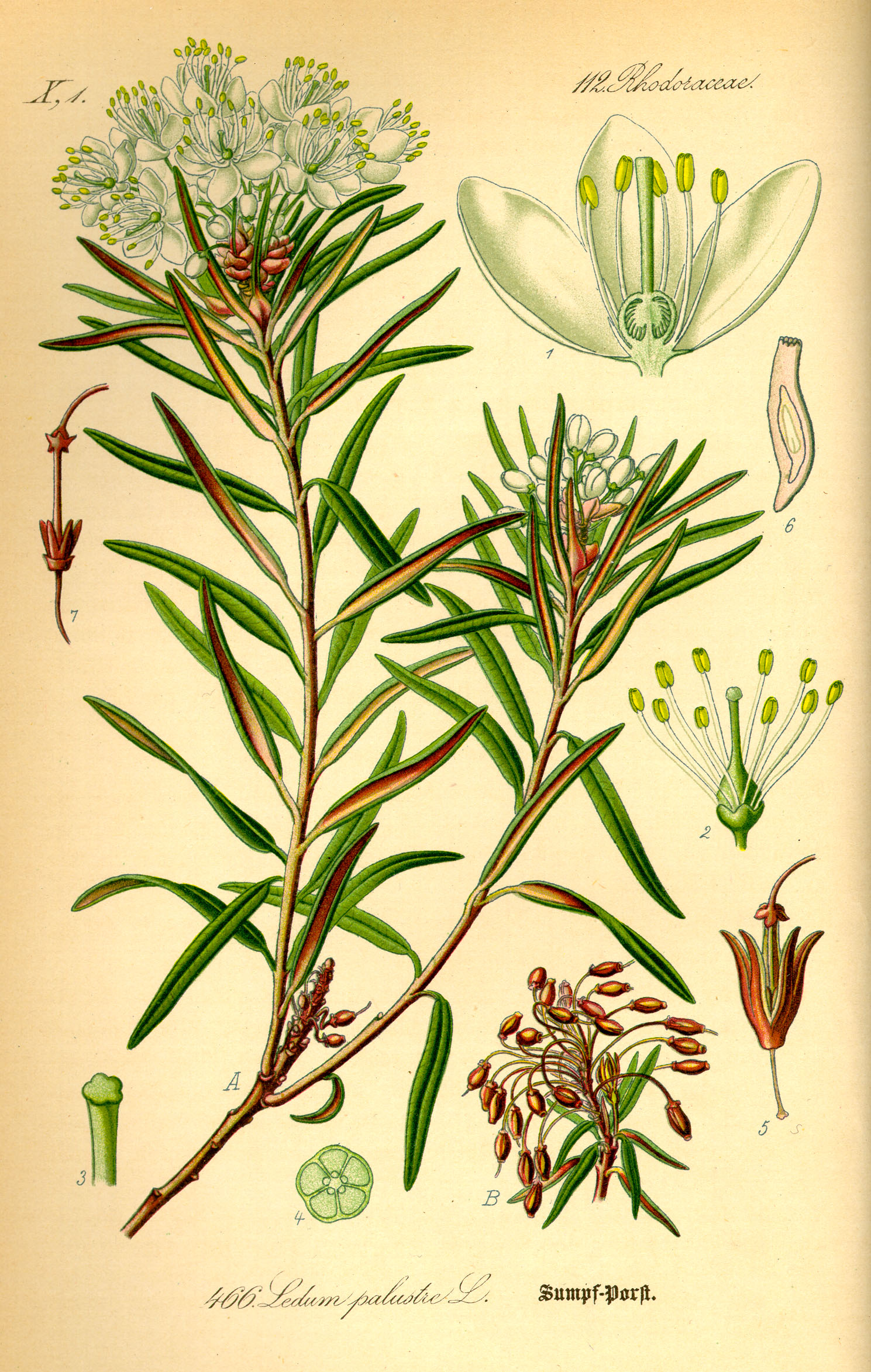
Illustration

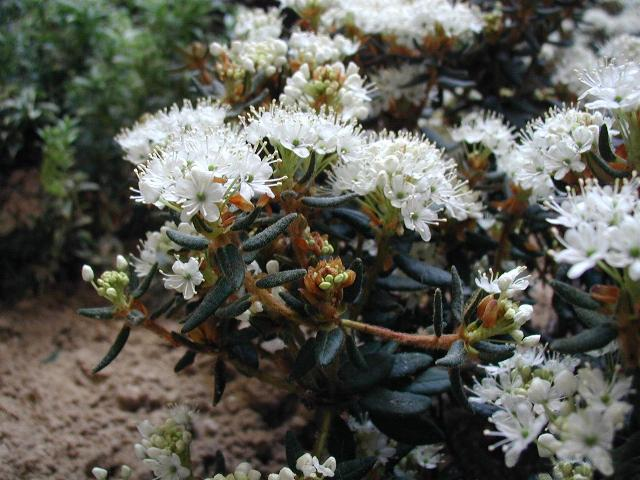
Habitus und Blütenstände

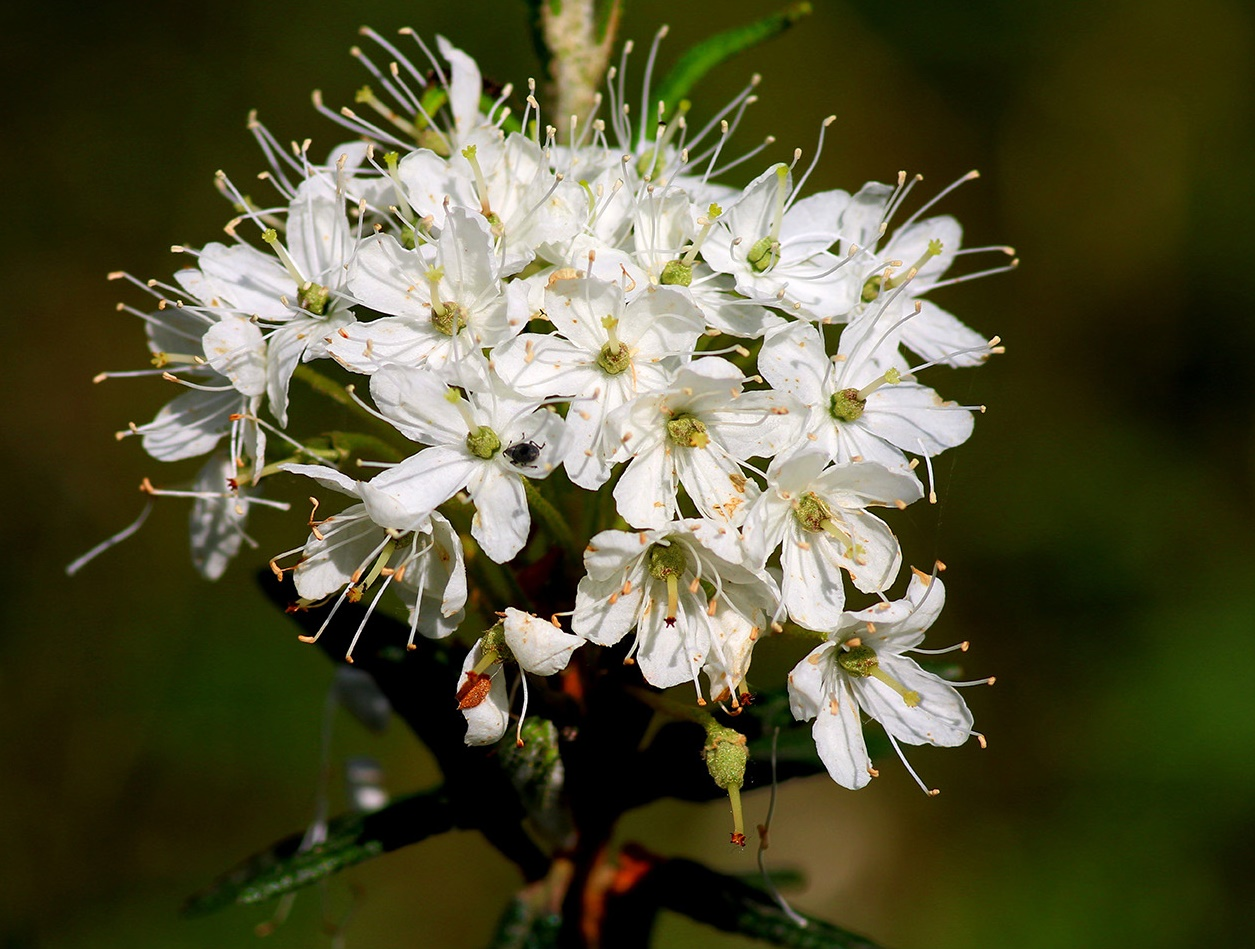
Blütenstand mit fünfzähligen Blüten im Detail

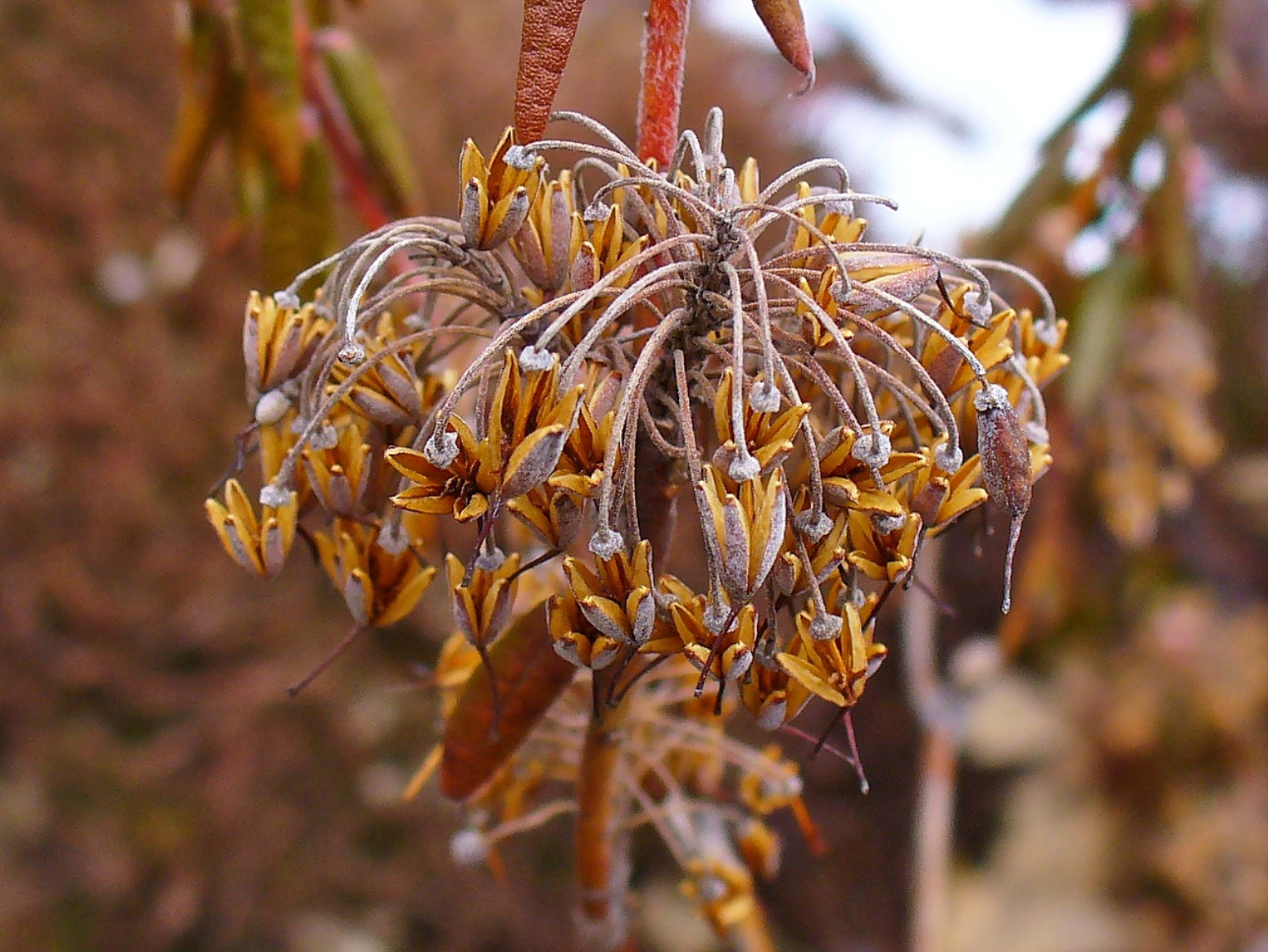
Offene Kapselfrüchte

### Vegetative Merkmale
Der Sumpfporst ist ein immergrüner Strauch, der Wuchshöhen von 0,5 bis 1,5 Metern erreicht. Der Sumpfporst erreicht ein Höchstalter von 30 Jahren. Die ausladenden Zweige sind rostbraun und filzig behaart. Der Sumpfporst verbreitet aufgrund seiner ätherischen Öle einen eigentümlich harzigen bis kampferartigen Geruch. Auch das Holz ist wohlriechend. Die Blätter riechen stark aromatisch und weisen einen intensiven Geschmack auf, der entfernt an Rosmarin und Balsamterpentin erinnert. Die derben, lederigen Laubblätter sind lineal-lanzettlich, am Rande eingerollt und auf der Unterseite dicht rostfarben oder rotbraun filzig behaart. Sie sind durchschnittlich 3 Zentimeter lang und 3 Millimeter breit und 2 bis 4 Millimeter lang gestielt. Der Supfport ist zwittrig und  einhäusig.

### Generative Merkmale
Die Blütezeit reicht von Mai bis Juli. In einem endständigen, doldigen Blütenstand sitzen die zahlreichen Blüten. Die zwittrigen Blüten sind radiärsymmetrisch und fünfzählig. Der Kelch ist fünfzähnig mit abgerundeten Zipfeln; die Kelchblätter sind breit eiförmig, stumpf und drüsig-klebrig. Die fünf weißen bis rosaroten Kronblätter sind 5 bis 8 mm lang und nur an ihrer Basis verwachsen. Es sind zehn Staubblätter vorhanden, die länger sind als die Kronblätter. Die inneren Staubblätter sind kürzer als die äußeren. Der Griffel ist etwas kürzer als die Staubblätter, er trägt eine verdickte, fünfstrahlige Narbe und bleibt lange erhalten.
Die hängenden, unscheinbaren, eiförmigen Kapselfrüchte sind 3,5 bis 4 Millimeter groß, öffnen sich von ihrem oberen Ende ausgehend und entlassen zahlreiche längliche Samen. Die Früchte sind zwischen Juli und August reif. Die Samen sind spindelförmig und bis 1,5 Millimeter lang.
Die Chromosomenzahl beträgt 2n = 52.

## Ökologie
Es liegt eine Mykorrhiza vom Ericaceen-Typ vor. Die überwinternden Laubblätter dienen als Reservespeicher für den Austrieb im Folgenden Frühjahr. Entfernt man sie, stirbt die Pflanze ab.
Blütenbiologisch handelt es sich um vorweibliche, aromatisch-betäubend duftende „Nektar führende Scheibenblumen vom Veronica-Typ“. Der Pollen bildet Tetraden. Die Bestäubung erfolgt durch Zweiflügler. Spontane Selbstbestäubung erfolgt durch Einkrümmen der Staubfäden.
Die Fruchtkapseln biegen sich bei der Reifung abwärts und stehen reif streng vertikal. Die einzelne Klappen öffnen sich zuerst nicht am Griffelende, sondern an der Basis. Bei den Kapselfrüchten des Sumpfporstes handelt es sich um Wintersteher. Die durch Lufteinschluss leichten Samen werden durch den Wind als Körnchenflieger ausgebreitet. Die Keimung erfolgt erst im nächsten Jahr.

## Volkstümliche Bezeichnungen
Für den Sumpfporst oder Porst gibt es zahlreiche volkstümliche Bezeichnungen wie: Altseim, Baganz, Bagen, Bagulnik, Bienenheide, Borse, Brauerkraut, Großes Flohkraut, Flohkrebs, Gichttanne, Gränze, Gruitkraut, Gruiz, Grund, Gruut, Hartheide, Heidenbienenkraut, Keim-Porst, Kiefernporst, Kühnporst, Kühnrost, Morose, Mottenkraut, Mutterkraut, Pors, Porsch, Porst, Porstkraut, Post, Postkraut, Purst, Rausch, Rosmarinkraut, Rosskraut, Sautanne, Schweineposse, Tannenporst, Waldrosmarin, Wanzenkraut, Weiße Heide, Wilder Rosmarin, Zeitheide oder Zeitheil.
Die Autoren alter Kräuter- und Arzneibücher verwendeten häufig die Bezeichnungen: Herba Rosmarini sylvestris, Led. pal. Ledo und Rosmarin sylvestre.
In Skandinavien waren die Bezeichnungen: Getpors, Getpores, Ledumpors, Lunner, Sqvattram und Suatram gebräuchlich.
Aufgrund vieler für den Porst und Gagelstrauch gemeinsam verwendeter Namen kam es in der historischen Fachliteratur häufig zu Unklarheiten und Verwechslungen, etwa mit der Myrte.

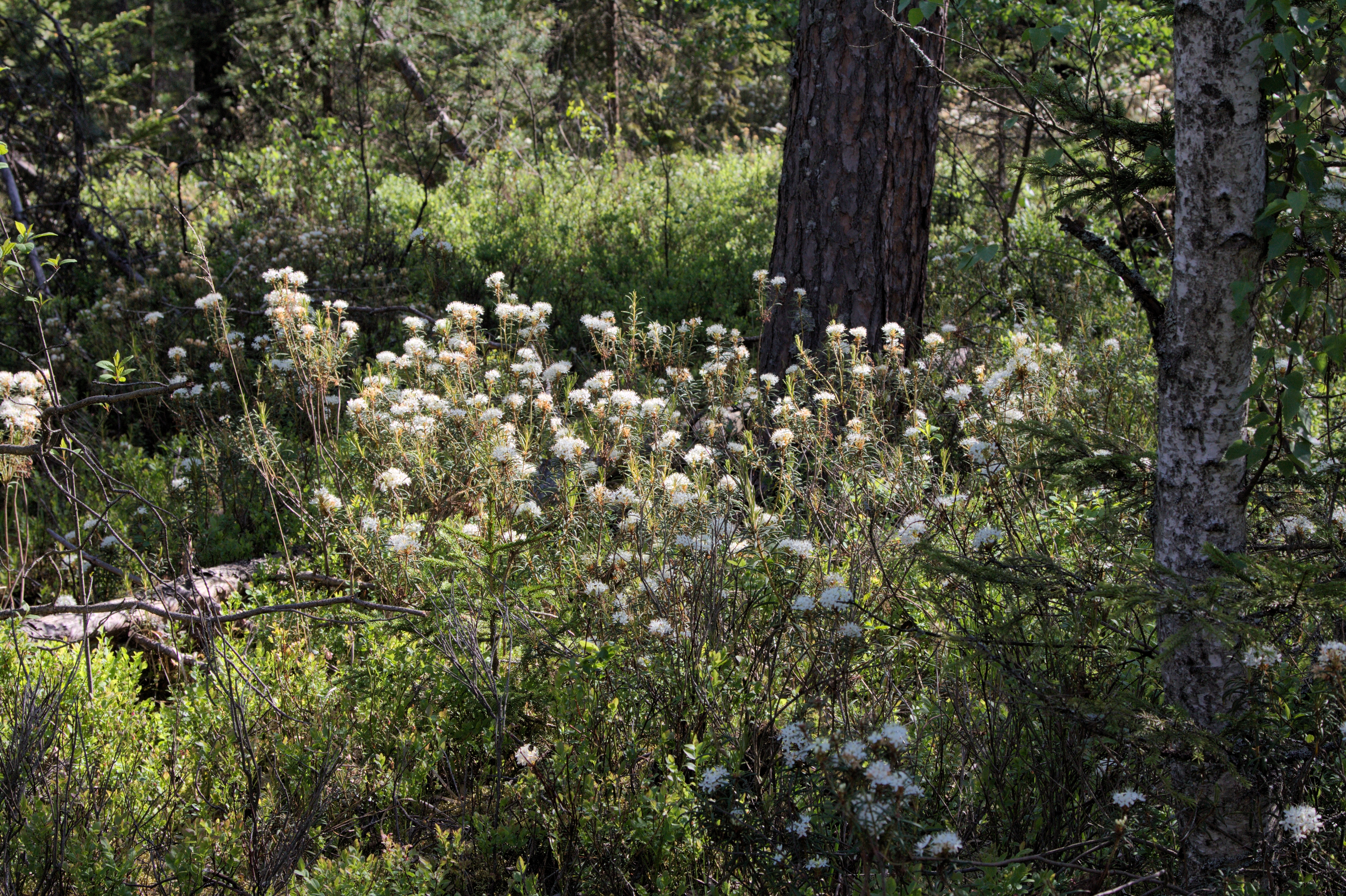
Habitus im Habitat

## Vorkommen, Gefährdung und Schutz
Den Sumpfporst findet man nachweislich vor allem noch in Skandinavien, im Baltikum, Nordamerika und Nordasien. Er kommt in Grönland bis etwa 74° nördlicher Breite vor. Der Sumpfporst ist beispielsweise eine ortstypische Pflanzenart in der Böhmisch-Sächsischen Schweiz und gehört in Tschechien zu den geschützten Arten.
Der Sumpfporst wächst bevorzugt in Hochmooren, auf nassen und kalkfreien Torfböden. Er ist in Nordosteuropa eine Charakterart des Ledo-Sphagnetum aus dem Verband Sphagnion magellanici.
Durch die Einflussnahme des Menschen mit der Trockenlegung von Mooren und Feuchtwiesen, Torfstich etc., was vielerorts schon früh in der Besiedlungsgeschichte begonnen wurde, ist der Sumpfporst heute in Deutschland, vor allem im Süden und Westen, nahezu ausgerottet (Vollrath 1964: „der Sumpfporst dürfte wohl erst um 1935 … verschollen sein“.). Geringe Bestände haben sich noch in Nord- und Ostdeutschland erhalten. In den 1990er Jahren gab es auch groß angelegte Anpflanzungen.
Das einzige Vorkommen in Baden-Württemberg im Naturschutzgebiet Wildseemoor bei Kaltenbronn im nördlichen Schwarzwald in etwa 900 Metern Meereshöhe wurde um 1800 entdeckt, später wieder angezweifelt, dann wiederentdeckt und durch Belege bestätigt. Bald nach 1900 ist es anscheinend erloschen. Dann wurde der Wuchsort 1907 wieder neu bepflanzt, war aber schon 1917 wieder erloschen. Eine erneute Anpflanzung um 1960 konnte bis 1986 noch beobachtet werden.
Der Sumpfporst steht auf der Roten Liste der gefährdeten Pflanzenarten vieler Länder. Auf der roten Liste von Niedersachsen steht er als Ledum palustre L. in der Gefährdungskategorie 2, allerdings ist er nur für das Tiefland angegeben und fehlt somit sowohl an der Küste als auch im niedersächsischen Hügel- und Bergland. Die Sippe ist somit stark gefährdet und selten bis sehr selten in Niedersachsen, es ist ein starker Bestandsrückgang zu erkennen. Die Art ist in Deutschland durch die BArtSchV besonders geschützt.

## Taxonomie und Systematik
Die Erstbeschreibung des Sumpfporsts erfolgt 1753 durch Carl von Linné in Species Plantarum, Tomus 1, S. als Ledum palustre. In der Gattung Rhododendron konnte aber das Artepithet 'palustre' keine Verwendung finden, da es schon anderweitig verwendet war. Das nächstälteste zur Verfügung stehende Epithet war 'tomentosum', das Jonathan Stokes zu dem überflüssigen Namen (nomen superfluum) Ledum tomentosum verwendet hatte. Harmaja verwendete es, doch durfte die Herkunft von Stokes nicht genannt werden; es musste ein von ihm allein neu verwendeter Namen (nomen novum) sein. Diese Erstveröffentlichung des Namens Rhododendron tomentosum Harmaja erfolgte 1990 durch Harmaja in Annales Botanici Fennici Band 27(2), S. 204. Synonyme für Rhododendron tomentosum Harmaja sind: Ledum palustre L., Rhododendron palustre (L.) Kron & Judd nom. illeg., Ledum palustre var. dilatatum Wahlenb., Ledum tomentosum Stokes nom. illeg., Rhododendron tomentosum subsp. tomentosum Harmaja.
Der ursprüngliche Gattungsname Ledum stammt von dem alten griechischen Namen dieser Pflanzenart ledon ab.
Je nach Autor gibt es einige Unterarten oder Varietäten (hier stehen aber nur Synonyme):
- Europäischer Sumpfporst (Rhododendron palustre subsp. palustre)
- Sibirischer Sumpfporst (Rhododendron palustre subsp. sibiricum)
- Engblättriger Sumpfporst (Rhododendron tomentosum subsp. decumbens (Aiton) Elven & D.F.Murray; Syn.: Ledum palustre var. decumbens Aiton, Ledum palustre subsp. decumbens (Aiton) Hultén), engl. Trivialname „Labrador tea“: Er kommt in der nordamerikanischen Arktis vor.
- Ledum palustre var. dilatatum Wahlenberg wächst in den chinesischen Provinzen Heilongjiang und Jilin, im nördlichen Korea, in Russland, im nordöstlichen Asien und in Nordeuropa.[10]

## Giftigkeit
Die Blätter, aber auch andere Pflanzenteile sind leicht giftig. Die Blätter des Porsts enthalten bis zu 2,6 % giftige ätherische Öle, deren Hauptbestandteile das Ledol und Palustrol (beides Sesquiterpene) sind. Daneben enthalten die Pflanzenteile weitere Öle wie Myrcen, Ericolin, Quercetin. Außerdem sind verschiedene Gerbstoffe, Bitterstoffe, Flavonglykoside, Arbutin sowie Spuren von Alkaloiden enthalten. Mögliche Vergiftungserscheinungen sind Erbrechen, Magen- und Darmentzündungen mit Durchfall, Schädigungen der Nieren und Harnwege, Schlafdrang, Schweißausbrüche, Muskelschmerzen und Aborte. Es werden rauschartige Zustände hervorgerufen, die mitunter auch aggressiv ausfallen. Todesfälle wurden nicht beobachtet. Bereits der längere Aufenthalt in Porstbeständen kann zu Schwindel und rauschartigen Zuständen führen.

## Heilwirkungen
Sumpfporst wurde früher in der Medizin bei Zahnproblemen und, wegen seiner berauschenden Wirkung, als Räucherstoff und Zauberpflanze verwendet. Gegenwärtig hat Sumpfporst noch in der Volksmedizin Bedeutung und wird dort bei Insektenstichen (einschließlich Zeckenstich), Rheuma, Arthritis und Gicht sowie gegen Keuchhusten, Ausschläge und einige Hautkrankheiten wie Krätze eingesetzt. In Nordamerika wurde aus dem Engblättrigen Sumpfporst (Rhododendron palustre subsp. decumbens) von Eskimos und Athabasken ein Tee zubereitet (Labrador Tea), der auch der Pflanze selbst ihren volkstümlichen Namen gab. Diesem Tee wurde vielfache medizinische Wirkung zugeschrieben.

## Verwendung
Sumpfporstblätter wurden zum Bierbrauen verwendet. Die Wirkstoffe im Sumpfporst verliehen dem Bier eine berauschende, die Alkoholwirkung verstärkende und konservierende Eigenschaft. Einer der frühesten Nachweise über die Verwendung von Porst als Brauzusatz fand sich in einer bronzezeitlichen Bestattung aus dem 15. Jahrhundert v. Chr. aus Egtved, Dänemark. Bis in die frühe Neuzeit wurde Sumpfporst, manchmal vermischt mit dem aromatischen Gagel, zum Brauen der sogenannten Grutbiere verwendet.
Man benutzt ihn auch gegen Kleidermotten, Menschenläuse und Krätze durch Abreiben, wobei es ebenfalls zu leichten Vergiftungen kam.